# Justorum animae
Justorum animae is een gezang uit het proprium van de misgezangen, dat wordt gezongen als offertorium bij Allerheiligen.

## Tekst
De tekst luidt als volgt:
Justorum animae in manu Dei sunt,
et non tanget illos tormentum mortis.
Visi sunt oculis insipientium mori,
illi autem sunt in pace.
In het Nederlands luidt de tekst:
De zielen van de rechtschapenen zijn in Gods hand
en ze worden niet beroerd door de kwellingen van de dood.
In de ogen van de dwazen schijnen ze gestorven
maar ze rusten in vrede.
Dit alles is ontleend aan een Bijbelse tekst, en wel uit het apocriefe boek der Wijsheid, hoofdstuk 3, waarin te lezen staat:
De zielen van de rechtvaardigen zijn in Gods hand, geen marteling kan hun deren. Dwazen menen dan wel dat de rechtvaardigen dood zijn, dat het ellendig is dat ze ons moeten verlaten en rampzalig dat ze afscheid moesten nemen - de rechtvaardigen zijn evenwel in vrede.

## Bewerkingen
Het Justorum animae is door diverse componisten bewerkt, en wel door:
- Giovanni Pierluigi da Palestrina (1514-1594)
- Orlando di Lasso (1532-1594)
- William Byrd (1543-1623)
- Robert Führer (1807-1861)
- Moritz Brosig (1815-1887)
- Camille Saint-Saëns (1835-1921)
- Charles Villiers Stanford (1852-1924)
- Markus Pfandler (1979-)